# Артхашастра
«Артхаша́стра» (IAST: Arthaśāstra) или «Каутилья Артхашастра» — древнеиндийский политический и экономический трактат, составителем которого считается Каутилья (Кауталья, Чанакья или Вишнагупта) — главный советник императора Чандрагупты Маурьи (321—297 года до н. э.).
Название произведения может быть переведено различно. Оно состоит из двух слов: артха, что обозначает материальные ценности и власть над ними (одна из четырёх пурушартх), и шастра — санскритское слово, обозначающее правила, науку, трактат.

## Источниковедческие трудности изучения
«Артхашастру» впервые обнаружил учёный Р. Шамашастри в XIX веке. В 1905 году он начал публикацию переводов отдельных фрагментов памятника на английский язык. Появление такого источника опровергло устоявшееся мнение об абсолютной религиозности древнеиндийской культуры.
«Артхашастру» нельзя назвать произведением полностью лишённым влияния религиозных систем, в частности индуизма. С данной проблемой связаны и споры по поводу, например, перевода названия памятника на русский язык.

## Датировка
Авторству и датировке произведения посвящён не один десяток монографий, тем не менее этот вопрос до сих пор не решён. Если постараться обобщить все теории, то мы получим два взаимоисключающих предположения:

### Первая теория
Индийская традиция приписывает составление трактата главному министру при дворе царя Чандрагупты — Каутилье или, по другому прочтению, Чанакье. По этой версии, «Артхашастра» была создана в IV веке до н. э. Образ Каутильи является полулегендарным. Так, например, уже в раннем средневековье были целые циклы о Чандрагупте и Каутилье, причем не только индуистские варианты, но и буддийские и джайнские. Например, драматург Вишакхадатта посвятил им свою драму «Перстень Ракшасы» («Мудраракшаса»). Именно с помощью Каутильи ниспровергли с престола царя Нанду и утвердили первого правителя династии Маурьев. По преданию, Чанакья происходил из известного рода брахманов (хотя есть предположения, что он выходец из сельской местности, что он из шудр или из кшатриев). Появлению его на свет предшествовало знамение, предрекавшее необычную судьбу царя или его ближайшего советника. Зная это, царь изгнал из собрания Чанакью, которому пришлось скитаться по стране. Он познакомился с выходцем из влиятельного кшатрийского клана Мориев Чандрагуптой (хотя есть предположения, что он выходец из сельской местности, что он из шудр) и начал обучать его, чтобы тот стал достойным правителем. В итоге, Чандрагупта стал правителем, а Каутилья — его ближайшим советником.
В Средние века эта легенда была очень популярна. Её пересказывали многие авторы, например, Хемачандра, живший в XII веке.
С этапами борьбы за власть Чандрагупты и Каутильи связаны споры в литературе. Обширные сведения об этом появляются ещё у античных авторов. Так, «Юстин различал и два периода в деятельности Чандрагупты — борьбу против греков и захват престола». Показательны в этом отношении слова Помпея Трога 
(Юстин XV. 4. 13-14):

«Руководителем борьбы за свободу здесь был Сандрокотт (Чандрагупта — Авт.), но после победы он, злоупотребив именем свободы, превратил её в рабство; захватив власть, он стал сам притеснять народ, который освободил от иноземного владычества».

На сведениях о том, что Каутилья жил в то же время, что и Чандрагупта, не ставя это под сомнение, базируются целые системы доказательств о примерном времени написания трактата. Приведём следующие соображения на этот счёт: «Весьма важны для определения этой даты годы правления Ашоки. Если согласиться, что оно началось в 268 году до н. э., и учесть сведения Пуран о продолжительности царствования Чандрагупты (24 года) и его сына Биндусары (25 лет), то получится, что воцарение Чандрагупты произошло в 317 году до н. э. Указанная цифра не совпадает с датами, предложенными многими учёными (320, 321, 324, 325 гг.), но подтверждается материалами некоторых индийских текстов (кстати, по джайнской традиции устанавливается ещё более поздняя датировка). Одним из дополнительных аргументов в пользу принимаемой нами точки зрения служит и сообщение о том, что „Сандрокотт, захватив царскую власть, владел Индией в то время, когда Селевк закладывал основы своего будущего величия“ (XV. 4. 20.). Очевидно, имеется в виду период, непосредственно предшествовавший установлению эры Селевка (312 год до н. э.)». Авторы этого предположения также считают, что захвату власти способствовала политическая обстановка, сложившаяся после 317 года до н. э., когда последний македонский сатрап покинул Индию.
Такова «индийская традиция». Обратимся же к обратной теории.

### Вторая теория
Эта версия имеет много вариантов, но в основной своей массе их можно свести к тому, что Каутилья:
1. является легендарным персонажем (H. Scharfe), а «Артхашастру» мог и вовсе написать безызвестный энциклопедист (P.V. Kane)
2. он не жил во время Чандрагупты
3. «Артхашастра» не является плодом деятельности одного человека, её составляли в течение нескольких столетий.

Обратимся к первой точке зрения. По мнению ряда ученых, в частности Шарфе, средневековые предания о Каутилье отражают брахманский идеал бездеятельного царя и активного министра. Это не согласуется с рекомендациями «Каутилья Артхашастры» о трех-четырех советниках при царе, так как один советник является всевластным и безнаказанным. Кроме того, "…приверженцам индийской традиции не удалось найти удачных параллелей, показывающих древнеиндийскую практику цитирования себя в третьем лице, а потому встречающиеся в «Каутилья Артхашастре» «так (говорит) Каутилья» и «не так (говорит) Каутилья» могут служить аргументами скорее против его авторства".
Можно добавить также, что в «Каутилья Артхашастре» не упоминается ряд современных Каутилье имен и названий, нет ни Чандрагупты, ни империи Маурья, ни её столицы Паталипутры, что может служить также доказательством второй теории. Сторонники мнения о том, что трактат отражает «идеальное» государство могут возразить на этот счет: дескать, идеальное государство — это очень абстрактный образ. Так почему бы не упомянуть в своем произведении черты того, государства, где ты являешься советником? Однако, например, по мнению, Кангле в основе подобной аргументации лежит непонимание характера КА: «Он многократно подчеркивает, что трактат этот вовсе не рекомендация для какого-либо конкретного правителя, теоретическое изложение государственной мудрости, как таковой». Также в специальной литературе ещё не решен вопрос о том, каков именно предмет изображения в КА: это «идеальное», абстрактное или вполне конкретное государство.
Что же касается третьей точки зрения, то относительно неё возникает, прежде всего, вопрос датировки, поэтому трактат следует датировать, исходя из скудных исторических сведений, содержащихся в нём. Так, «Кангле и Кане настаивают на традиционной датировки „Каутилья Артхашастры“ концом IV в. до н. э., временем правления Чандрагупты, притом Кангле полагает, что трактат преимущественно сообщает теории, сложившиеся до создания империи Маурьев, и отражает общественные и государственные отношения домаурийской эпохи». Шарфе же считает наиболее вероятной датой составления «Каутилья Артхашастры» в настоящем виде I в н. э. (не исключено и то, что дошедший до нас текст отредактирован не один раз). Таким образом, этот аргумент может быть использован в поддержку второй точки зрения о том, что автор трактата не жил во времена Чандрагупты. В пользу мнения Шарфе могут быть использованы следующие факты:
a) Сравнительно позднее ознакомление с трактатом. Каутилья впервые упоминается в «Ланкаватарасутре» (вероятно, IV в.). Кроме того, Ватсьяяна может быть подражает «Каутилья Артхашастре» в структуре своей «Камасутры» (примерно III—IV вв.). Таким образом, нам известны упоминания о «Каутилья Артхашастре» только не ранее III—IV вв. н. э., и очень странным является забвение трактата почти на несколько веков, а потом всплеск его цитируемости. Даже «Махабхарта» не содержит в себе сведений о нём, хотя и перечисляет авторов других наук о политике.
b) Шарфе делает заключение, что «…грамматическая терминология „Каутилья Артхашастры“ более поздняя, чем терминология не только Панини, но и его комментатора Катьяяны». Он приводит пример слово surunga, что означает «рудник, подземный ход», и выводится оно из греческого слова, впервые встречающегося у Полибия в данном значении. Также исследователь основывается на словах, связанных с торговлей с Китаем и Александрией Египетской (здесь упоминается название коралла алакандака из Красного моря, торговля существовала ещё во времена незадолго до Перипла), которая ещё не была развита во времена, на которые указывает индийская традиция.
Из вышеприведенных данных следует, что доводы Кангле и Кане в лучшем случае способны опровергнуть такую позднюю датировку, как III в. н. э. и показать древность сведений КА, но бессильны доказать достоверность индийской традиции.
Нельзя также выделить хронологические слои, как это было бы в случае, если бы в «Каутилья Артхашастре» была «основа», «ядро». Есть несколько вариантов этой точки зрения:
a. «Каутилья Артхашастра» — результат многовековой традиции политической мысли в Древней Индии. В трактате упомянуто 15 имен теоретиков, живших до Каутильи. А его роль сводиться к тому, что он обобщил все знание в этой области. Он может и критиковать, и придерживаться мнения тех или иных своих предшественников.
b. Гипотеза о том, что «Каутилья Артхашастра» является прозаическим переложением стихов, может считаться глубоко устаревшей. Её опроверг ещё Д. Д. Косамби, который доказал, что «Каутилья Артхашастра» не имеет больших лакун, что порядок изложения за многие века остался неизмененным. Кстати, вполне вероятным может считаться и то, что вскоре после «выхода в свет» «Каутилья Артхашастра» была разделена на главы, но только не самим автором. Стихи памятника часто древнее прозы, и проза иногда может быть основана на стихах. Из этого делается вывод, что стихи «Каутилья Артхашастры» заимствованы и не принадлежат автору.
c. Некоторые ученые указывают на соотношение КА, самой известной из артхашастр (наук о политике), и дхармашастр (смрити) — литературы священного предания, рассматривающего вопросы права, политики и военного искусства. Если датировать «Каутилья Артхашастру» довольно поздним временем (III—V вв. н. э.), то признанию значительного влияния артхашастр на дхармашастры препятствует только это, однако, данный факт лучше согласуется с датировкой рубежа эр, чем с традиционной.

## Анализ произведения
«Артхашастра» — это наставления царю для правильного управления страной. Это наиболее полный свод прикладных знаний о политике, это энциклопедия индийского политического искусства. Трактат содержит положения брахманизма о кастовых предписаниях, о необходимости обеспечения закона дхармы суровыми наказаниями, о превосходстве жречества над другими сословиями, его монополии на отправление религиозного культа. В полном соответствии с постулатами брахманизма проводятся идеи господства наследственной знати и подчинения светских правителей жрецам. Царь должен следовать дворцовому жрецу, говорится в трактате, «как ученик учителю, как сын отцу, как слуга господину». Однако авторы трактата главную роль в законодательной деятельности отводили государю и рекомендовали царям руководствоваться в первую очередь интересами укрепления государства, соображениями государственной пользы и не останавливаться, если того требуют обстоятельства, перед нарушением религиозного долга. Основное внимание создатели трактата уделяют не религиозному обоснованию царской власти, а практическим рекомендациям по управлению государством.
Текст «Каутилья Артхашастры» написан на санскрите, номинальным (безглагольным) стилем, который весьма труден для понимания без комментариев.
КА состоит из 15 отделов или «книг», последние подразделяются на разделы и главы. Каждая из «книг» содержит в себе какую-либо из важных составляющих управления государством. Следует заметить, что в произведении указываются только действия царя, и посвящена целая глава действиям против республик. Итак, можно предположить, что либо автор «Каутилья Артхашастры» жил в условиях монархии и был ярым монархистом, либо наоборот, живя в немонархии, считал монархическую власть более правильной.
«Артхашастра» считается одним из самых лучших памятников, по которым реконструируют социальную структуру общества. Этому есть несколько доказательств.
Каутилья (будем называть именно его в качестве автора памятника) признавал «четыре основных отрасли знаний», в числе и локаяту — древнеиндийский материализм:
1. Философия — санкхья, йога и локаята.
2. «Учение о трёх Ведах».
3. Учение о хозяйстве.
4. Учение о государственном управлении.

Автор отходит от ортодоксальных брахманских позиций, что может быть объяснено общей практической направленностью трактата и близостью к уже упоминаемым локаятикам. За все это Каутилья подвергался резкой критике с многих сторон.
Говоря об областях применения трактата, не следует думать, что он был «настольной книгой» царя. Если рассматривать указания для подчиненных, то, конечно же, им не следовали строго в каждой провинции, более того, наверное, с ним не были знакомы широкие слои населения. Он был предметом изучения ограниченной группы людей. Однако памятник занимает значительное место в культуре Индии.

## Издания
- Артхашастра или Наука о политике / Изд. подгот. В. И. Кальянов. — М.: Наука, 1959. — 793 с. — (Литературные памятники).
  - Артхашастра или Наука о политике / Изд. подгот. В. И. Кальянов. — 2-е изд. — М.: Ладомир, 1993. — 793 с. — (Литературные памятники).